# Boarmia diffusaria
Boarmia diffusaria là một loài bướm đêm trong họ Geometridae.